# Diccionario geográfico, estadístico, histórico, biográfico, postal, municipal, marítimo y eclesiástico de España y sus posesiones de ultramar
El Diccionario geográfico, estadístico, histórico, biográfico, postal, municipal, marítimo y eclesiástico de España y sus posesiones de ultramar es una obra de Pablo Riera y Sans, publicada por primera vez en doce volúmenes entre 1881 y 1887.

## Índice de tomos
- Tomo I (1881): Ababuj-Azután
- Tomo II (1882): Ba-Buzarra
- Tomo III (1882): Caba-Cuzcurritilla
- Tomo IV (1883): Chafarinas-Fustiñana
- Tomo V (1883): Gabaldón-La Musara
- Tomo VI (1884): Lana-Maquirriain
- Tomo VII (1885): Mar-Parzán
- Tomo VIII (1885): Pasacao-Samur
- Tomo IX (1886): Sanabastre-Sitrama de Tera
- Tomo X (1886): So-Valvieja
- Tomo XI (1887): Vallada-Zuzones
- Tomo XII (1887): suplemento